# Vicepresident dels Estats Units
El vicepresident dels Estats Units és el segon cap d'estat i cap de govern dels Estats Units d'Amèrica. El càrrec de vicepresident va ser establert amb la ratificació de la Constitució dels Estats Units el 1788; el primer vicepresident va prendre possessió del càrrec el 1789. Des de llavors hi ha hagut 49 vicepresidents; actualment i des del 20 de gener del 2021 ho és Kamala Harris (Demòcrata). És la primera afroamericana que ocupa aquest càrrec, així com la primera dona d'ascendència asiàtica i caribenya a ocupar aquest lloc executiu.
A més, el vicepresident actua com a president del Senat dels Estats Units, però no té dret de vot excepte per a resoldre empats, com ho prescriu l'Article I de la Constitució dels Estats Units. Des de 1974, la residència oficial del vicepresident i la seva família és a la Number One Observatory Circle, en l'Observatori Naval dels Estats Units, a Washington DC.

## Llista de vicepresidents dels Estats Units
| #  |  | Nom                          | De                     | Fins a                 | Partit              | President           |
| -- |  | ---------------------------- | ---------------------- | ---------------------- | ------------------- | ------------------- |
| 1  |  | John Adams                   | 21 d'abril de 1789     | 4 de març de 1797      | Federalistes        | Washington          |
| 2  |  | Thomas Jefferson             | 4 de març de 1797      | 4 de març de 1801      | Demòcrata-Republicà | J. Adams            |
| 3  |  | Aaron Burr                   | 4 de març de 1801      | 4 de març de 1805      | Demòcrata-Republicà | Jefferson           |
| 4  |  | George Clinton               | 4 de març de 1805      | 20 d'abril de 1812     | Demòcrata-Republicà | Jefferson/Madison   |
| -  |  | Vacant                       | 20 d'abril de 1812     | 4 de març de 1813      | -                   | Madison             |
| 5  |  | Elbridge Gerry               | 4 de març de 1813      | 23 de novembre de 1814 | Demòcrata-Republicà | Madison             |
| -  |  | Vacant                       | 23 de novembre de 1814 | 4 de març de 1817      | -                   | Madison             |
| 6  |  | Daniel D. Tompkins           | 4 de març de 1817      | 4 de març de 1825      | Demòcrata-Republicà | Monroe              |
| 7  |  | John C. Calhoun              | 4 de març de 1825      | 28 de desembre de 1832 | Demòcrata-Republicà | J. Q. Adams/Jackson |
| -  |  | Vacant                       | 28 de desembre de 1832 | 4 de març de 1833      | -                   | Jackson             |
| 8  |  | Martin Van Buren             | 4 de març de 1833      | 4 de març de 1837      | Demòcrata           | Jackson             |
| 9  |  | Richard Mentor Johnson       | 4 de març de 1837      | 4 de març de 1841      | Demòcrata           | Van Buren           |
| 10 |  | John Tyler                   | 4 de març de 1841      | 4 d'abril de 1841      | Whig                | W. H. Harrison      |
| -  |  | Vacant                       | 4 d'abril de 1841      | 4 de març de 1845      | -                   | Tyler               |
| 11 |  | George Dallas                | 4 de març de 1845      | 4 de març de 1849      | Demòcrata           | J. K. Polk          |
| 12 |  | Millard Fillmore             | 4 de març de 1849      | 9 de juliol de 1850    | Whig                | Taylor              |
| -  |  | Vacant                       | 9 de juliol de 1850    | 4 de març de 1853      | -                   | Fillmore            |
| 13 |  | William R. King              | 4 de març de 1853      | 18 d'abril de 1853     | Demòcrata           | Pierce              |
| -  |  | Vacant                       | 18 d'abril de 1853     | 4 de març de 1857      | -                   | Pierce              |
| 14 |  | John Breckinridge            | 4 de març de 1857      | 4 de març de 1861      | Demòcrata           | Buchanan            |
| 15 |  | Hannibal Hamlin              | 4 de març de 1861      | 4 de març de 1865      | Republicà           | Lincoln             |
| 16 |  | Andrew Johnson               | 4 de març de 1865      | 15 d'abril de 1865     | Demòcrata*          | Lincoln             |
| -  |  | Vacant                       | 15 d'abril de 1865     | 4 de març de 1869      | -                   | A. Johnson          |
| 17 |  | Schuyler Colfax              | 4 de març de 1869      | 4 de març de 1873      | Republicà           | Grant               |
| 18 |  | Henry Wilson                 | 4 de març de 1873      | 22 de novembre de 1875 | Republicà           | Grant               |
| -  |  | Vacant                       | 22 de novembre de 1875 | 4 de març de 1877      | -                   | Grant               |
| 19 |  | William Almon Wheeler        | 4 de març de 1877      | 4 de març de 1881      | Republicà           | Hayes               |
| 20 |  | Chester Alan Arthur          | 4 de març de 1881      | 19 de setembre de 1881 | Republicà           | Garfield            |
| -  |  | Vacant                       | 19 de setembre de 1881 | 4 de març de 1885      | -                   | Arthur              |
| 21 |  | Thomas Andrews Hendricks     | 4 de març de 1885      | 25 de novembre de 1885 | Demòcrata           | Cleveland           |
| -  |  | Vacant                       | 25 de novembre de 1885 | 4 de març de 1889      | -                   | Cleveland           |
| 22 |  | Levi Parsons Morton          | 4 de març de 1889      | 4 de març de 1893      | Republicà           | Harrison            |
| 23 |  | Adlai Ewing Stevenson        | 4 de març de 1893      | 4 de març de 1897      | Demòcrata           | Cleveland           |
| 24 |  | Garret Hobart                | 4 de març de 1897      | 21 de novembre de 1899 | Republicà           | McKinley            |
| -  |  | Vacant                       | 21 de novembre de 1899 | 4 de març de 1901      | -                   | McKinley            |
| 25 |  | Theodore Roosevelt           | 4 de març de 1901      | 14 de setembre de 1901 | Republicà           | McKinley            |
| -  |  | Vacant                       | 14 de setembre de 1901 | 4 de març de 1905      | -                   | T. Roosevelt        |
| 26 |  | Charles Warren Fairbanks     | 4 de març de 1905      | 4 de març de 1909      | Republicà           | T. Roosevelt        |
| 27 |  | James S. Sherman             | 4 de març de 1909      | 30 d'octubre de 1912   | Republicà           | W. H. Taft          |
| -  |  | Vacant                       | 30 d'octubre de 1912   | 4 de març de 1913      | -                   | W. H. Taft          |
| 28 |  | Thomas Riley Marshall        | 4 de març de 1913      | 4 de març de 1921      | Demòcrata           | Wilson              |
| 29 |  | John Calvin Coolidge, Jr.    | 4 de març de 1921      | 2 d'agost de 1923      | Republicà           | W. G. Harding       |
| -  |  | Vacant                       | 2 d'agost de 1923      | 4 de març de 1925      | -                   | Coolidge            |
| 30 |  | Charles Gates Dawes          | 4 de març de 1925      | 4 de març de 1929      | Republicà           | Coolidge            |
| 31 |  | Charles Curtis               | 4 de març de 1929      | 4 de març de 1933      | Republicà           | Hoover              |
| 32 |  | John Nance Garner            | 4 de març de 1933      | 20 de gener de 1941    | Demòcrata           | F. D. Roosevelt     |
| 33 |  | Henry Agard Wallace          | 20 de gener de 1941    | 20 de gener de 1945    | Demòcrata           | F. D. Roosevelt     |
| 34 |  | Harry S. Truman              | 20 de gener de 1945    | 12 d'abril de 1945     | Demòcrata           | F. D. Roosevelt     |
| -  |  | Vacant                       | 12 d'abril de 1945     | 20 de gener de 1949    | -                   | Truman              |
| 35 |  | Alben William Barkley        | 20 de gener de 1949    | 20 de gener de 1953    | Demòcrata           | Truman              |
| 36 |  | Richard Milhous Nixon        | 20 de gener de 1953    | 20 de gener de 1961    | Republicà           | Eisenhower          |
| 37 |  | Lyndon Baines Johnson        | 20 de gener de 1961    | 22 de novembre de 1963 | Demòcrata           | Kennedy             |
| -  |  | Vacant                       | 22 de novembre de 1963 | 20 de gener de 1965    | -                   | L. B. Johnson       |
| 38 |  | Hubert Horatio Humphrey, Jr. | 20 de gener de 1965    | 20 de gener de 1969    | Demòcrata           | L. B. Johnson       |
| 39 |  | Spiro Theodore Agnew         | 20 de gener de 1969    | 10 d'octubre de 1973   | Republicà           | Nixon               |
| -  |  | Vacant                       | 10 d'octubre de 1973   | 6 de desembre de 1973  | -                   | Nixon               |
| 40 |  | Gerald Rudolph Ford, Jr.     | 6 de desembre de 1973  | 9 d'agost de 1974      | Republicà           | Nixon               |
| -  |  | Vacant                       | 9 d'agost de 1974      | 19 de desembre de 1974 | -                   | Ford                |
| 41 |  | Nelson Aldrich Rockefeller   | 19 de desembre de 1974 | 20 de gener de 1977    | Republicà           | Ford                |
| 42 |  | Walter Frederick Mondale     | 20 de gener de 1977    | 20 de gener de 1981    | Demòcrata           | Carter              |
| 43 |  | George Herbert Walker Bush   | 20 de gener de 1981    | 20 de gener de 1989    | Republicà           | Reagan              |
| 44 |  | James Danforth Quayle        | 20 de gener de 1989    | 20 de gener de 1993    | Republicà           | G. H. W. Bush       |
| 45 |  | Albert Arnold Gore, Jr.      | 20 de gener de 1993    | 20 de gener de 2001    | Demòcrata           | Clinton             |
| 46 |  | Richard Bruce Cheney         | 20 de gener de 2001    | 20 de gener de 2009    | Republicà           | G. W. Bush          |
| 47 |  | Joseph Robinette Biden, Jr.  | 20 de gener de 2009    | 20 de gener de 2017    | Demòcrata           | Obama               |
| 48 |  | Mike Pence                   | 20 de gener de 2017    | 20 de gener de 2021    | Republicà           | Donald Trump        |
| 49 |  | Kamala Harris                | 20 de gener de 2021    | actualitat             | Demòcrata           | Joe Biden           |

* Demòcrata que es presentà amb els republicans